# 88 minutes (émission de télévision)
 (octobre 2010).
Si vous disposez d'ouvrages ou d'articles de référence ou si vous connaissez des sites web de qualité traitant du thème abordé ici, merci de compléter l'article en donnant les références utiles à sa vérifiabilité et en les liant à la section « Notes et références ».

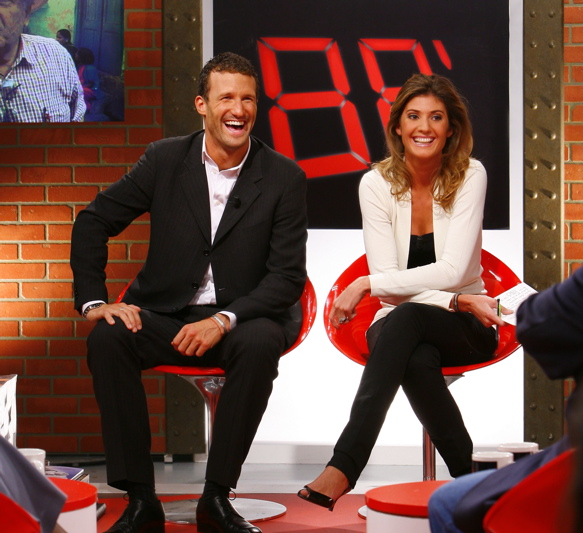
Boris Ehrgott et Caroline Ithurbide sur le plateau de 88 minutes (88).

88 minutes est une émission de télévision diffusée sur Direct 8 de décembre 2005 à juin 2008. Elle compte 105 numéros.

## Late Show«à l'américaine»
Présenté par les journalistes Caroline Ithurbide et Boris Ehrgott, le talk-show est diffusé chaque semaine en direct et en public le vendredi soir. Sur le modèle des late shows américains, 88 minutes cultive le ton de l'« info-tainment » (à mi-chemin entre l'information et le divertissement).
Émission « vitrine » de la première chaîne de télévision du groupe Bolloré au cours de ses années de création, 88 minutes voit défiler sur son plateau plus de 700 invités de toutes natures. L'émission a pour habitude de recevoir en invité principal une personnalité politique de premier plan. La marraine de l'émission est d'ailleurs l'ancienne ministre Roselyne Bachelot. L'invité principal est rejoint tout au long de la soirée par d'autres invités du spectacle, de la littérature, du cinéma, du sport ou du monde associatif.
Au cours de sa dernière saison, 88 minutes instaure le Top 8, interview en station debout autour de l'invité principal. La séquence est ponctuée de huit images fortes de l'actualité de la semaine (vidéo, sonore, objet ou citation). La personnalité est invitée à les commenter afin d'apprécier son point de vue sur le monde ou sur elle-même.
À l'instar de certains talk-shows de la télévision américaine, 88 minutes a pour décor un loft industriel doté d'une vue surplombant une ville futuriste.

## Controverse
Le 25 janvier 2008, l'émission 88 minutes doit traiter du thème « Sarkozy et les femmes ». Mais le magazine est annulé au dernier moment « pour des raisons techniques », selon la direction de Direct 8, et remplacé par la diffusion du film Cinema Paradiso. Le Parti socialiste et plusieurs journalistes dénoncent une autocensure et une « déprogrammation » volontaire de la chaîne, au regard de l'amitié entre l'homme d'affaires Vincent Bolloré, président de Direct 8, et Nicolas Sarkozy, président de la République.